# سه‌گانه در المپیک تابستانی ۲۰۲۴
سه‌گانه یکی از ورزش‌های المپیک تابستانی ۲۰۲۴ است که از ۳۰ ژوئیه تا ۵ اوت برگزار شده است.
این مسابقات در سه بخش مردان، زنان و مختلط انجام شده.

## تقویم مسابقات
All dates use Central European Time (UTC+2). All event times are subject to change.
| رویداد        | تاریخ    | ساعت |
| ------------- | -------- | ---- |
| انفرادی مردان | ۳۰ ژوئیه | ۸:۰۰ |
| انفرادی زنان  | ۳۱ ژوئیه | ۸:۰۰ |
| مختلط امدادی  | ۵ اوت    | ۸:۰۰ |

## نتایج

### جدول مدال‌ها
*   کشور میزبان (فرانسه)
| رتبه          | NOC                 | طلا | نقره | برنز | مجموع |
| ------------- | ------------------- | --- | ---- | ---- | ----- |
| ۱             | بریتانیای کبیر      | ۱   | ۰    | ۲    | ۳     |
| ۲             | فرانسه*             | ۱   | ۰    | ۱    | ۲     |
| ۳             | آلمان               | ۱   | ۰    | ۰    | ۱     |
| ۴             | ایالات متحده آمریکا | ۰   | ۱    | ۰    | ۱     |
| ۴             | سوئیس               | ۰   | ۱    | ۰    | ۱     |
| ۴             | نیوزیلند            | ۰   | ۱    | ۰    | ۱     |
| مجموع (۶ NOC) | مجموع (۶ NOC)       | ۳   | ۳    | ۳    | ۹     |

### مدال‌آوران
| بازی‌ها        | طلا                                                     | طلا     | نقره                                                                       | نقره    | برنز                                                                | برنز    |
| انفرادی مردان | الکس یی · بریتانیای کبیر                                | ۱:۴۳:۳۳ | هیدن وایلد · نیوزیلند                                                      | ۱:۴۳:۳۹ | لئو برژر · فرانسه                                                   | ۱:۴۳:۴۳ |
| انفرادی زنان  | کساندر بوگرون · فرانسه                                  | ۱:۵۴:۵۵ | ژولی درو · سوئیس                                                           | ۱:۵۵:۰۱ | بث پاتر · بریتانیای کبیر                                            | ۱:۵۵:۱۰ |
| مختلط امدادی  | آلمان · تیم هلویگ · لیزا ترچ · لاسه لورس · لورا لیندمان | ۱:۲۵:۲۹ | ایالات متحده آمریکا · ست رایدر · تیلور اسپایوی · مورگان پیرسون · تیلور نیب | ۱:۲۵:۳۰ | بریتانیای کبیر · الکس یی · جورجیا تیلور-براون · سم دیکسون · بث پاتر | ۱:۲۵:۳۰ |

## کشورهای شرکت‌کننده
۱۱۰ ورزشکار از ۴۲ کشور در این مسابقات حضور دارند.
- آرژانتین (۱)
- استرالیا (۴)
- اتریش (۴)
- جمهوری آذربایجان (۱)
- باربادوس (۱)
- بلژیک (۴)
- برمودا (۳)
- برزیل (۴)
- کانادا (۳)
- شیلی (۲)
- چین (۱)
- کلمبیا (۱)
- جمهوری چک (۱)
- دانمارک (۲)
- اکوادور (۱)
- فرانسه (۶) میزبان
- آلمان (۶)
- بریتانیای کبیر (۵)
- گوآم (۱)
- هنگ کنگ (۱)
- مجارستان (۳)
- ایسلند (۱)
- اسرائیل (۱)
- ایتالیا (۵)
- ژاپن (۳)
- قزاقستان (۱)
- لوکزامبورگ (۱)
- موریس (۱)
- مکزیک (۴)
- مراکش (۱)
- هلند (۴)
- نیوزیلند (۴)
- نروژ (۴)
- لهستان (۱)
- پرتغال (۴)
- رومانی (۱)
- اسپانیا (۵)
- آفریقای جنوبی (۳)
- سوئد (۱)
- سوئیس (۴)
- توگو (۱)
- ایالات متحده آمریکا (۵)